# Kefersteinia endresii
Kefersteinia endresii är en orkidéart som beskrevs av Franco Pupulin. Kefersteinia endresii ingår i släktet Kefersteinia och familjen orkidéer. Inga underarter finns listade i Catalogue of Life.